# 世田谷区立大蔵運動公園陸上競技場
世田谷区立大蔵運動公園陸上競技場（せたがやくりつ・おおくらうんどうこうえん・りくじょうきょうぎじょう）は、東京都世田谷区の世田谷区立大蔵運動公園内にある陸上競技場である。東京都立砧公園に隣接している。

## 概要
1962年（昭和37年）12月開場。隣接する大蔵団地との境界に設置されているモニュメントには世田谷区立大蔵運動公園のプレートがあり、区の案内表記等では区立総合運動場とされているため大蔵総合運動場とも呼ばれる。施設は世田谷区が所有し、公益財団法人世田谷スポーツ振興財団が指定管理者として運営管理を行っている。団体の貸切利用がない時間帯では、200円から360円の料金で個人利用が可能である（2013年現在）。
フィールド部のみ芝生の養生のため2月～5月は利用不可となっている。
2013年から天然芝フィールドを使用して女子サッカー・スフィーダ世田谷FCのホームゲームが開催されているが、一般向けにはサッカー等球技種目での貸し出しはしていない。
2014年11月27日には、2020年東京オリンピックのアメリカ代表選手団のキャンプ地として、使用する事が内定している。

## 施設概要
- 日本陸上競技連盟第3種公認
- 収容人員：1,800人（屋根なし）[2]

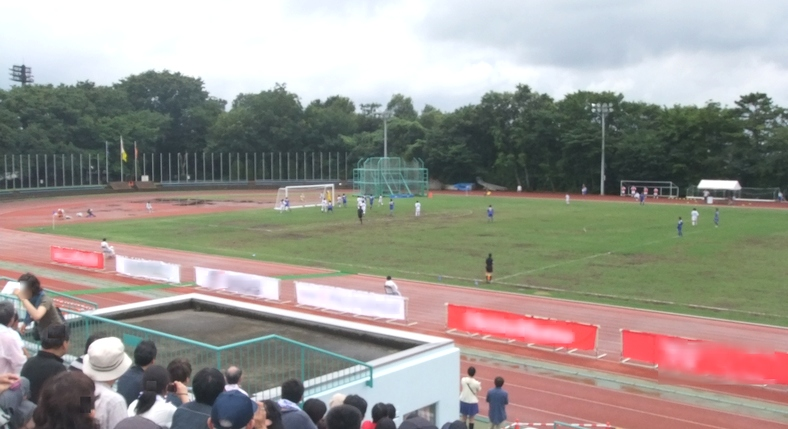
メインスタンド上方より撮影

- トラック：400m×8レーン（全天候舗装トラック）
- フィールド：天然芝
- スコアボード：なし
- 照明設備：あり

## 公園内その他の施設
- 体育館
- 野球場
- テニスコート（12面）
- 温水プール
- アーチェリー場
- 武道場
- エアーライフル場
- トレーニングルーム

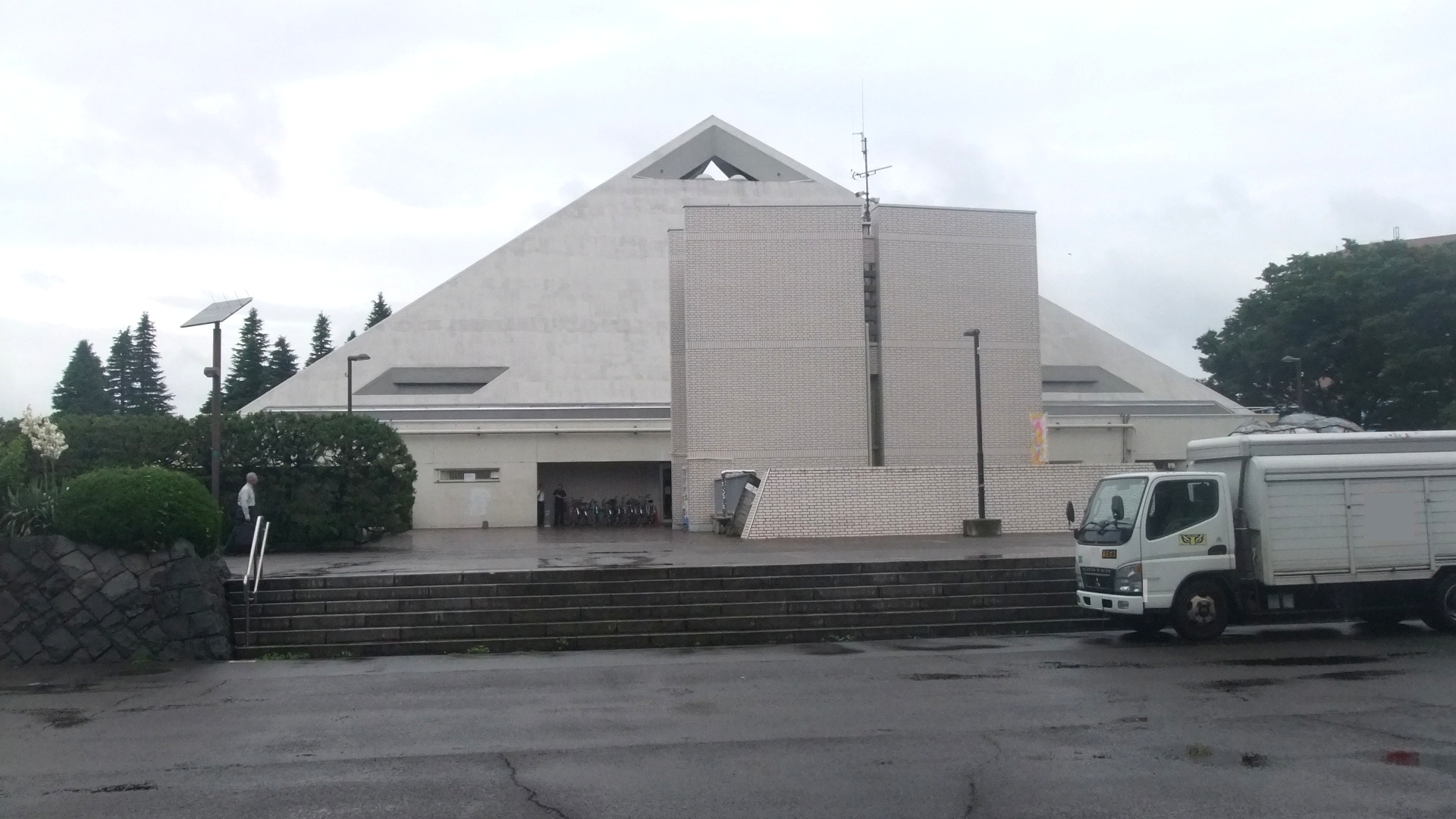
体育館 外観

- 児童公園（国鉄C57形蒸気機関車が静態展示されている。）

## アクセス
- バス
  - 「区立総合運動場」下車 徒歩2分
    - （玉31）二子玉川駅 - 成育医療研究センター前 - 成城学園前駅

  - 「成育医療研究センター前」下車 徒歩5分
  - 「NHK技術研究所」下車 徒歩7分
  - 「大蔵二丁目」下車 徒歩6分
  - 「日大商学部前」下車 徒歩6分
    - （渋24）成城学園前駅 - 渋谷駅
    - （渋26）渋谷駅 - 調布駅南口
    - （等12）成城学園前駅 - 用賀駅 - 等々力操車所
    - （用06）成城学園前駅 - 用賀駅

- 有料駐車場 120台